# Alfabeto avestico

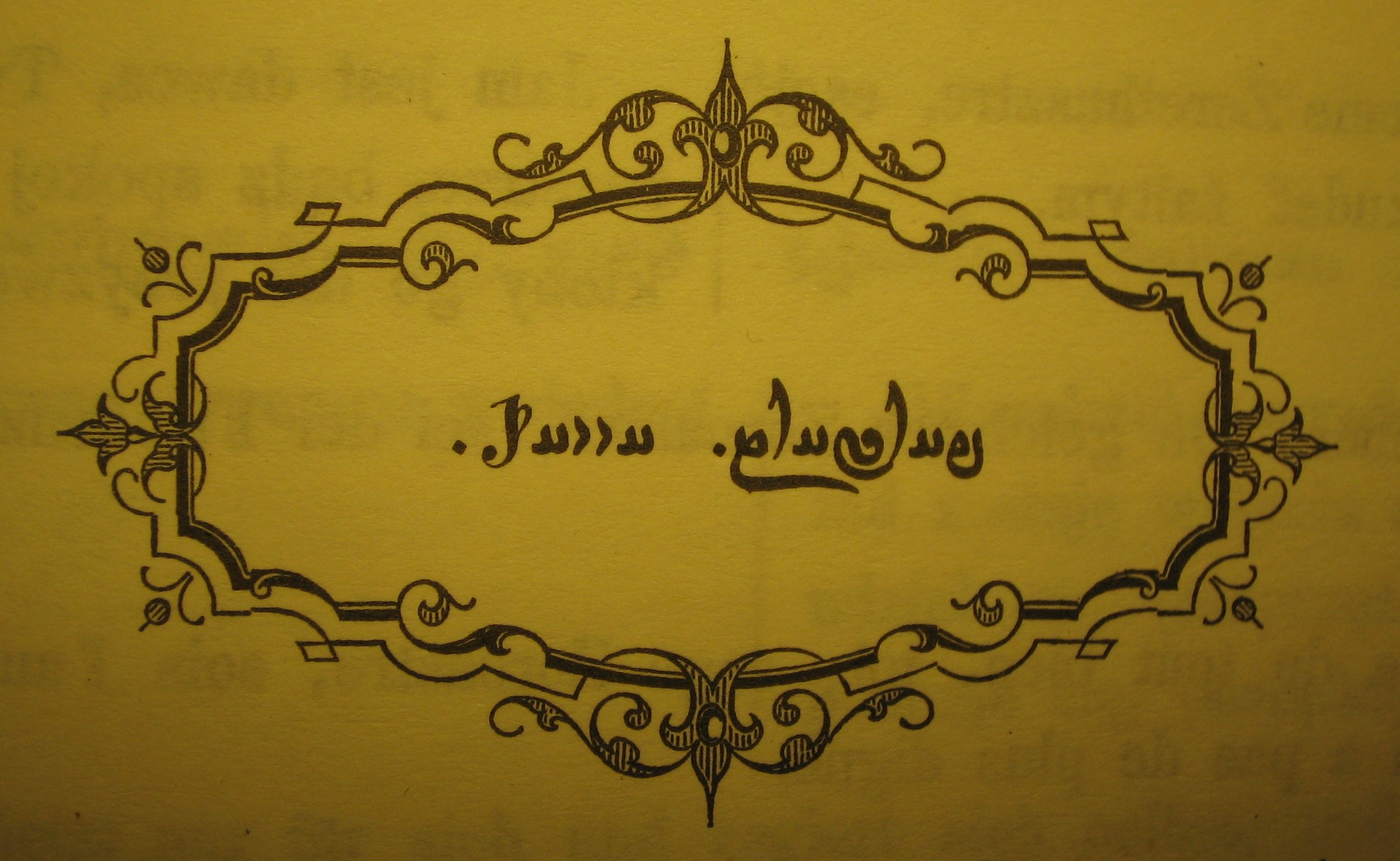
pargat auual

L'alfabeto avestico, chiamato din dabireh o din dabiri (scrittura della religione) nel medio persiano e presso alcune comunità Zoroastriane, è un sistema di scrittura sviluppato durante l'era Sasanide (226-651) per scrivere l'avestico, la lingua dell'Avestā.
L'alfabeto fu utilizzato anche per la lingua Pazend, una forma di medio persiano usata per commentari sull'Avestā (Zend).

## Grafemi
L'alfabeto avestico ha 37 consonanti e 16 vocali. Successivamente fu aggiunta un'ulteriore consonante per rappresentare il fonema [l] per scrivere il medio persiano. Esistono due principali sistemi di traslitterazione, uno più antico usato da Christian Bartholomae, ed uno più recente utilizzato dallo storico tedesco Karl Hoffmann.
La seguente lista mostra le lettere ordinate e traslitterate da Hoffmann (1996), basate su Bartholomae:
Vocali
a ā å ā̊ ą ą̇ ə ə̄ e ē o ō i ī u ū
Consonanti
k x x́ xᵛ g ġ ɣ c j t θ d δ t̰ p f b β ŋ ŋ́ ŋᵛ n ń ṇ m m̨ ẏ y w r s z š ž š́ ṣ̌ h
ii e uu rappresentano semivocali, che il sistema di Bartholomae traslitterava come y e v.

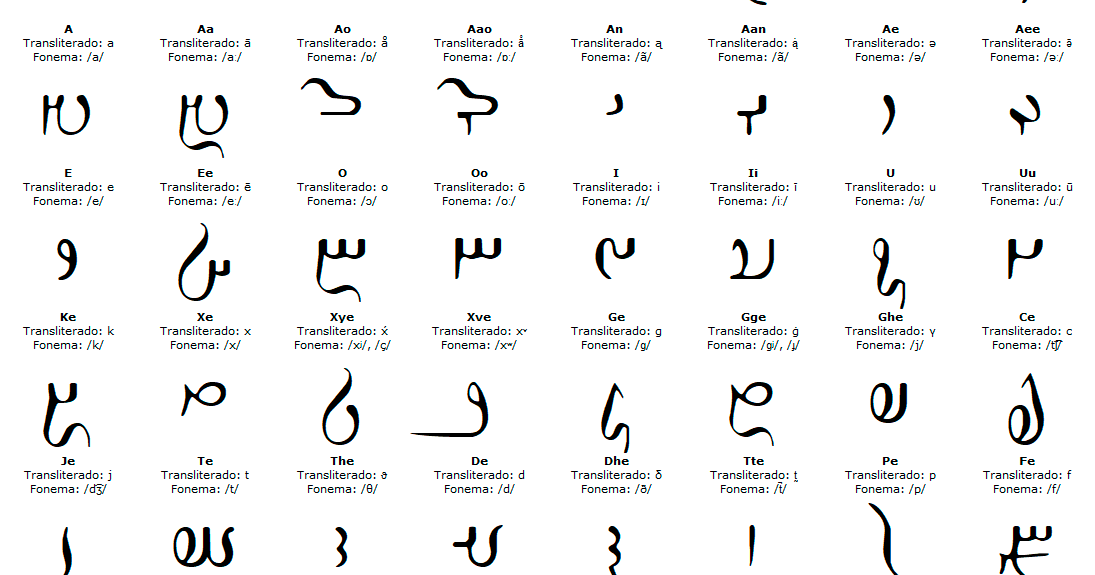
immagine dei grafemi